# Richard Ryder (baron Ryder de Wensum)
Richard Andrew Ryder, baron Ryder de Wensum, (né le 4 février 1949) est un homme politique du Parti conservateur britannique. Ancien député et ministre du gouvernement, il est fait pair à vie en 1997 et est membre de la Chambre des lords jusqu'à sa retraite, le 12 avril 2021. 

## Jeunesse
Il fait ses études au Radley College et au Magdalene College de Cambridge. 
Lors de l'anniversaire de 1981, Ryder est nommé Officier de l'Ordre de l'Empire britannique (OBE), pour service politique. 

## Carrière parlementaire
Après s'être présenté sans succès au siège travailliste de Gateshead East en février et octobre 1974, Ryder est élu aux élections générales de 1983 comme député de la circonscription de Mid Norfolk. De 1990 à 1995, il est whip en chef du gouvernement. Cette période comprend la rébellion d'arrière-ban conservateur contre le traité de Maastricht. Les députés non-conformistes, connus sous le nom de Rebelles de Maastricht, étaient sous la pression intense des whips du gouvernement, mais ont tout de même amené le gouvernement de John Major au bord de l'effondrement. 
Ryder quitte la Chambre des communes aux élections générales de 1997 et est créé pair à vie en tant que baron Ryder de Wensum, de Wensum dans le comté de Norfolk le 22 novembre 1997. Il prend sa retraite de la Chambre des Lords le 12 avril 2021. 

## Carrière professionnelle
Il est nommé vice-président de la BBC le 1er janvier 2002 pour un mandat de quatre ans. 
Ryder devient président par intérim de la BBC à la suite de la démission de Gavyn Davies le 28 janvier 2004. Davies a démissionné à la suite des critiques de la BBC dans le rapport Hutton, qui a été mis en place pour enquêter sur "les circonstances entourant la mort du Dr David Kelly ". L'un des premiers actes de Ryder en tant que président a été de faire une déclaration télévisée, au cours de laquelle il a présenté des excuses sans réserve pour les erreurs commises au cours de l'affaire Dr. Kelly. Ces excuses ont été critiquées par beaucoup, y compris le directeur général sortant, Greg Dyke, comme exagérées. Dans la même déclaration, Ryder a annoncé que le processus de sélection d'un nouveau président avait commencé et qu'il ne proposerait pas son nom. Michael Grade est nommé le 2 avril 2004 et prend ses fonctions le 17 mai; Ryder reprenant le poste de vice-président. 
Ryder démissionne le 1er août 2004, après quoi le poste est assumé par Anthony Salz. 
Ryder est président de l'Institut de recherche sur le cancer et administrateur de l'Ipswich Town FC. 